# Marlierea areolata
Marlierea areolata är en myrtenväxtart som beskrevs av Mcvaugh. Marlierea areolata ingår i släktet Marlierea och familjen myrtenväxter. Inga underarter finns listade i Catalogue of Life.